# Roland Bottomley
Roland Bottomley (23 de septiembre de 1880 - 5 de enero de 1947) fue un actor teatral y cinematográfico de origen inglés, aunque su trayectoria se llevó a cabo en los Estados Unidos. Actuó en dicho país en diferentes obras teatrales representadas entre 1913 y 1944, así como en 16 películas rodadas entre 1915 y 1925.

## Biografía
Nacido en Liverpool, Inglaterra, se inició como actor teatral y de vodevil, actuando a partir de 1913 en diferentes obras representadas en el circuito de Broadway, entre ellas Anna Held's All Star Variete Jubilee (1913), Otelo (1935) y Macbeth (1935), entre otras.
Para la pantalla, su primera actuación llegó en la película The Green Cloak (1915), producida por Kleine Optical Company, tras lo cual trabajó para Kalem Company como protagonista de filmes como The Net of Deceit (1915) y The Crossed Clues (1916). También fue intérprete de los seriales The Ventures of Marguerite (1915), de Kalem Company, The Grip of Evil (1916) y The Neglected Wife (1917), ambos de Balboa Company. Su última película fue Raffles (1925), y a partir de ese año se dedicó al teatro, medio para el cual actuó hasta el año 1944.
En junio de 1917, Bottomley se alistó en la Fuerza Expedicionaria Canadiense, y entró en la Compañía de Entrenamiento de Oficiales de la Universidad de Toronto, de la cual formaban parte otros actores. En esa época, él daba como su fecha de nacimiento el 9 de septiembre de 1878.
Roland Bottomley falleció el 5 de enero de 1947 en la ciudad de Nueva York, siendo enterrado en el Cementerio Kensico, en Nueva York.

## Selección de su filmografía
- The Green Cloak (1915)
- The Net of Deceit (1915)
- The Ventures of Marguerite (1915)
- The Crossed Clues (1916)
- The Grip of Evil (1916)
- The Neglected Wife (1917)
- The Devil (1918), film húngaro
- Modern Marriage (1923)
- The Dawn of a Tomorrow (1924)
- Enticement (1925)
- Raffles (1925)

## Teatro
- Anna Held's All Star Variete Jubilee (1913)
- Lassie (1920)
- Nemesis (1921)
- The Yankee Princess (1922)
- Julius Caesar (1927)
- Her First Affaire (1927)
- Death Takes a Holiday (1929 e 1931)
- Gay Divorce (1932)[6]
- Hotel Alimony (1934)
- Mother Lode (1934)
- Otelo (1935)
- Macbeth (1935)
- The Laughing Woman (1936)
- Cross-Town (1937)
- The White Steed (1939)
- The Wookey (1941)
- A Kiss for Cinderella (1942)
- Slightly Scandalous (1944)